# 舒春芳
舒春芳（1518年—？），字景仁，號健菴，江西饒州府鄱陽縣人，民籍，明朝政治人物。

## 生平
江西鄉試第三十八名舉人。嘉靖二十三年（1544年）中式甲辰科會試第二百四十一名，登第二甲第六十一名進士。授南刑部主事，丁內外艱，服闋，補刑部，以疾乞歸，杜門謝客，授徒芝山寺。告滿，仍補原官，署員外郎，擢福建僉事、備兵建寧，連禦海倭、山宼，底靖一方。參議湖廣，值景王之國，攝綜供億，事集費省。陞貴州提學副使，未赴任而卒。

## 家族
曾祖舒昱，衛經歷；祖父舒穆，壽官；父舒載道，終養進士。母程氏。具庆下。弟舒春和。